# عزلة جبن (الضالع)

تعديل مصدري - تعديل

عزلة جبن هي إحدى عزل مديرية جبن وتتبعها عزلة نعوه الغناء ويمر عبرها خط جبن الرئيسي وتتميز عزلة نعوه بكثرة وديانها وجمال مبانيها وخضرتها الساحر في فصول الامطار في محافظة الضالع اليمنية ويبلغ تعداد سكانها 10832 نسمة حسب التعداد السكاني في اليمن لعام 2004.

## روابط خارجية
- الجهاز المركزي للإحصاء بالجمهورية اليمنية
- المركز الوطني للمعلومات باليمن
- World Gazetteer:Yemen
- الدليل الشامل